# الكسندر هندرسون (سياسي)
الكسندر هندرسون (بالإنجليزية: Alexander Henderson)‏ هو سياسي أمريكي، ولد في 1738 في غلاسكو في المملكة المتحدة، وتوفي في 22 نوفمبر 1815.